# Afrikanisches Kino
Das afrikanische Kino umfasst in der Regel die Filmproduktion in den Ländern südlich der Sahara seit der Erlangung der formalen Unabhängigkeit, die für viele Staaten in den 1960ern kam. In einigen der geographisch zu Afrika gehörenden arabischen Staaten, besonders in Ägypten, hatte sich schon wesentlich früher eine funktionierende Filmindustrie entwickelt. Andererseits werden zum afrikanischen Kino auch afrikanische Regisseure gezählt, die in der Diaspora leben.

## Film in Afrika während der Kolonialzeit
In den französischen Kolonien war seit 1934 Afrikanern das Drehen von Filmen grundsätzlich untersagt. Nur im französischen Protektorat Tunesien entwickelte sich in Zusammenarbeit mit europäischen Produzenten seit den 1920er Jahren eine Filmtradition, die durch Albert Samama Chikly (1872–1934) begründet wurde, der sein Handwerk als Kriegsberichterstatter französischer Zeitschriften erlernt hatte. In den englischen Kolonien setzte die Filmproduktion durch britische Produzenten und Regisseure zuerst in Nigeria um 1920 ein. Im weitgehend unabhängigen Ägypten entstand in den 1920er Jahren ein großes Interesse am Film, das mit Verzögerung in die ganze arabische Welt ausstrahlte. Die Schauspielerin Aziza Amir produzierte als erste Frau auf dem afrikanischen Kontinent 1927 den Spielfilm Layla. 1934 wurde das Studio Misr in Kairo gegründet, das bis in die 1960er Jahre Hollywood die Stirn bot. Mit Al-Azeema („Der Wille“, 1939) von Kamal Selim (1912–1946), der von der zerstörerischen Wirkung der Weltwirtschaftskrise auf die Bewohner der Slums und ihre Beziehungen handelt, entstand einer der bedeutendsten Filme Ägyptens, der als Vorläufer des italienischen Neorealismus betrachtet werden kann.
Der erste Film eines Regisseurs aus dem subsaharische Afrika, L’Afrique sur Seine von Paulin Soumanou Vieyra, entstand 1955 in Paris. Das Thema der Afrikaner in der Diaspora blieb ein wichtiges Motiv des afrikanischen Kinos.
Vor der Unabhängigkeit entstanden einige wenige antikolonialistische Filme wie Les statues meurent aussi (1953) von Chris Marker und Alain Resnais über den Raub afrikanischer Kunst, der in Frankreich wegen seiner antikolonialen Tendenzen zehn Jahre verboten blieb, oder Afrique 50 von René Vauthier über Aufstände in der Elfenbeinküste und in Obervolta, dem heutigen Burkina Faso.
Die in dieser Zeit entstandenen ethnographischen Filme französischer Autoren (z. B. Au pays des images noirs, 1947, und Bataille sur le grand fleuve, 1950–52, von Jean Rouch), in denen Rituale und Gebräuche der Songhai, Zarma und Sorko dokumentiert werden, gelten heute bei vielen afrikanischen Filmemachern als realitätsverzerrend und werden abgelehnt. Rouch wurde jedoch mit seinen Beiträgen zum von ihm kreierten Genre der Ethnofiction zum Mentor vieler afrikanischer Filmemacher wie Damouré Zika und gilt als Vater des nigrischen Kinos. Sei erster solcher Kurzfilm mit Spielhandlung, Les maîtres fous (1955) stellte den Haukakult dar, einen Tanz mit religiösem Hintergrund, bei dem der militärische Drill der Kolonialtruppen übertrieben nachgezeichnet wurde, um den weißen Autoritäten ihre Macht zu stehlen. In den britischen Kolonien wurden Filme eher zu didaktischen Zwecken gedreht, in den portugiesischen Kolonien gab es keinerlei nennenswerte Aktivitäten.

## 1960er und 1970er Jahre
Der erste afrikanische Film, der eine größere internationale Aufmerksamkeit erreichen konnte, war 1966 der Film Die Schwarze aus Dakar (La Noire de...) von Ousmane Sembène über die Verzweiflung einer Afrikanerin, die in Frankreich als Dienstmädchen arbeitet. Der Film wurde mit dem Prix Jean Vigo ausgezeichnet. Der Schriftsteller Sembène hatte sich dem Kino zugewandt, um eine breitere Öffentlichkeit zu erreichen. Er gilt noch heute als ‚Vater’ des afrikanischen Films. Sembènes Heimatland Senegal war lange Zeit eines der wichtigsten Produktionsländer. Sein erster Kurzfilm entstand 1963: Borrom Sarret (Der Karrenmensch) zeigt den Alltag eines Lastenträgers, dessen Pferdekarren für allerlei Dienstleistungen in Anspruch genommen wird. Der Film beschreibt parabelhaft den Aufbau des noch jungen unabhängigen Staates, nicht ohne auf die Probleme hinzuweisen. Als sein bester Film gilt oft Xala (1974), der das Problem der Polygamie behandelt. Ceddo (1977) thematisiert den Konflikt zwischen Islam und Christentum und wurde in einigen afrikanischen Ländern verboten. Sembènes klare und gleichzeitig reiche symbolhafte Bildsprache, mit der er gleichzeitig komplexe Probleme markiert, hat Sembène bis zu seinen letzten Werken (2004) erhalten.
Mit der Gründung des panafrikanischen Filmfestivals FESPACO 1969 in Burkina Faso schuf sich der afrikanische Film ein eigenes Forum. Es findet alle zwei Jahre im Wechsel mit den Filmtagen in Karthago (Tunesien) statt.
Mit Soleil O erregte der Mauretanier Med Hondo 1970 nicht nur in Europa, sondern auch in den USA Aufsehen. Der Film wurde beim Filmfestival Locarno mit dem Goldenen Leoparden ausgezeichnet. Politisch nicht weniger engagiert als Sembène, wählte er für seinen mit einem Budget von nur 30.000 US-Dollar gedrehten Film über die Erfahrung des Fremdseins und der Demütigung in Frankreich eine unruhigere, experimentellere Filmsprache.

## Produktions- und Rezeptionsbedingungen
Sembènes Assistent Samba Gadjigo (* 1954) überlieferte die an in Europa studierenden künftigen afrikanischen Filmemacher gerichtete Aussage seines Lehrmeisters: „Saugen Sie so viel wie möglich auf. Aber an dem Tag, an dem Sie auf afrikanischem Boden landen, vergessen Sie alles. Die Technik des Filmemachens kann man in Europa lernen, aber afrikanische Filme kann man in Europa nicht machen.“ So wurden fast zwei Generationen von afrikanischen Filmemachern in Europa ausgebildet, was auch eine thematische Verengung mit sich brachte, behandelten doch viele Erstlingswerke das Leben in der Diaspora.
Kinos waren zwar in den afrikanischen Großstädten wesentlich früher als das Fernsehen verbreitet. Vor allem im anglophonen Raum wurden meist Hollywood-Produktionen gezeigt, die die Erwartungshaltung der Zuschauer und die Rezeption prägten. Der anfängliche Erfolg des Kinos wurde jedoch behindert durch teure Filmrechte, hohe Mieten und Raubkopien, was mit Aufkommen des Fernsehens ein Kinosterben zur Folge hatte. Politische Unruhen und Bürgerkriege behinderten außerdem die kreative Arbeit in vielen Ländern. In der Demokratischen Republik Kongo wurden in den 1970er Jahren unter Ex-Präsident Mobutu Sese Seko alle Kinos verkauft. In Südafrika waren Filme aus der Zeit der Apartheid relativ selten; sie konnten allerdings (wie Come Back, Africa, USA/Südafrika 1959 von Lionel Rogosin) trotz politische Repression Kritik an der Politik des südafrikanischen Regimes formulieren.
Es dauerte lange, bis sich die afrikanischen Zuschauer selbst auf der Leinwand wiederfinden wollten. In Nigeria begann der Aufstieg der Filmindustrie, die heute mit etwa 2500 Filmen pro Jahr eine der größten der Welt ist, in den 1990er Jahren unter der Militärdiktatur. Der gelernte Filmemacher Okechukwu Oguejiofor, der sich als Straßenverkäufer durchschlug, produzierte mit 15.000 Euro den Horrorthriller Living in Bondage und begründete damit die Nollywood-Erfolgsserie, welche auf Massenproduktion bei Minimierung der Produktions- und Vertriebskosten, kürzestmöglichen Drehzeiten und Nutzung von VHS-Kassetten beruhte.
In Deutschland fördert unter anderem der 2004 gegründete World Cinema Fund der Berlinale Produktion und Verleih afrikanischer Filme.

## Selbstverständnis und politischer Anspruch der Filmemacher
Das Selbstverständnis und der politische Anspruch der Filmemacher gehen besonders deutlich aus der Charte du cinéaste africain hervor, die beim zweiten Treffen des Verbands der afrikanischen Filmemacher FEPACI 1975 in Algiers einstimmig angenommen wurde. Dabei gehen die Filmemacher von der vom Neokolonialismus geprägten Situation Afrikas aus. In dieser Situation sahen sie ihre gesellschaftliche Verantwortung darin, zur Bewusstwerdung der afrikanischen Menschen beizutragen, wobei sie ihre Solidarität mit progressiven Filmemachern in anderen Teilen der Welt betonten. Das afrikanische Kino wird daher häufig zum 'dritten Kino' gezählt.
Die Ziele des dritten Kinos wurden in Manifesten von Octavio Getino und Fernando Solanas (Für ein drittes Kino, 1968) und Julio García Espinosa (Für ein unvollkommenes Kino) definiert. Das dritte Kino wurde in Abgrenzung vom ersten Hollywood-Kino und von einem ‘unpolitischen’ Autorenkino bestimmt.
In den Worten Souleymane Cissés ist es die „erste Aufgabe der afrikanischen Cineasten, zu bejahen, dass die Leute hier menschliche Wesen sind und diejenigen ihrer Werte, die anderen nützlich sein könnten, bekannt zu machen. Die Generation, die auf uns folgen wird, mag sich anderen Aspekten des Kinos öffnen. Unsere Pflicht ist es, die Leute begreifen zu lassen, dass die Weißen mit ihren Bildern gelogen haben.“
Der afrikanische Film hatte sich in den ersten Jahrzehnten primär das Ziel gesetzt, durch eigene Bilder von der Realität der jungen afrikanischen Staaten und Wirklichkeiten den Blick auf Afrika zu dekolonialisieren. Der Anspruch musste deshalb ein explizit politischer sein, um dieses Ziel zu erreichen: bewusst hob man sich sowohl vom kommerziellen Hollywoodkino als auch vom europäischen Kunst- und Autorenfilm ab. Das Ziel, den afrikanischen Menschen ihre Geschichte zurückgeben, wurde dramaturgisch auch dadurch umgesetzt, sich einer spezifisch afrikanischen Erzähltradition zu bedienen: der Oral Tradition oder mündlichen Überlieferung. Die Filmemacher bezogen sich auf die Griots: Erzähler, die als Historiker, Genealogen und Botschafter in Afrika unterwegs sind und waren. Dabei gilt, dass sich die Filmemacher nicht nur als moderne Griots verstanden, sondern auch als Entwicklungshelfer für einen neuen, kritischen Dialog mit der Gesellschaft.

## Neue Themen
In den letzten Jahren wendet sich das afrikanische Kino verstärkt Themen zu, die nicht mehr nur mit der Kolonialzeit bzw. dem Neokolonialismus zu tun haben. Es werden verstärkt die eigene Verantwortung in der Geschichte thematisiert, als auch Probleme, die hausgemacht sind. Korruption, AIDS, die Unterdrückung der Frauen, das Elend der Kindersoldaten in den Bürgerkriegen, die Entstehung der Terrorismus in den Slums, die Homophobie der Evangelikalen (God loves Uganda, Regie: Roger Ross Williams) und die Rolle der Filmemacher als Elite im eigenen Lans sind als Themenbereiche hinzugekommen. Auch werden zunehmend unterschiedliche Genres bedient, ein „afrikanischer Film“ ist nicht mehr gleichbedeutend mit einem politischen. So gibt es immer mehr afrikanische Komödien und Thriller, Musik-, Actionfilme und Soaps.

## Frauen als Regisseure
Die Ethnologin und Filmemacherin Safi Faye war die erste afrikanische Regisseurin, die international bekannt wurde. Ihr Film Kaddou Beykat (Brief einer Bäuerin, 1975) über Armut und Verzweiflung in einem senegalesischen Dorf erfüllt den Anspruch, den die Charte cinéaste africain erhoben hat. 1977 folgte ein Film der Algerierin Assia Djebar über das dörfliche Leben der Frauen. In einer ähnlichen feministischen Tradition steht der Film Femmes aux Yeux Ouverts (1994) der Togolesin Anne-Laure Folly.
Bereits 1972 hatte Sarah Maldoror ihren Film Sambizanga über den Befreiungskampf in Angola gedreht. Den überlebenden Frauen dieses Krieges ist der mehr als 20 Jahre später entstandene Dokumentarfilm Les oubliées von Anne-Laure Folly gewidmet.
Eine jüngere afrikanische Filmemacherin ist die als Schriftstellerin bekannt gewordene Tsitsi Dangarembga. Als erste Frau in Simbabwe drehte sie mit Everyone’s Child (1996) einen Film. Weitere Filme von Dangarembga sind Ivory (2002), Elephant People (2002) und Kare Kare Zvako: Mother’s Day (2005). Dangarembga ist überdies als Produzentin tätig und hat 2003 ein internationales Filmfestival für Frauen in Simbabwe ins Leben gerufen. 2008 wurde Manouchka Kelly Labouba die jüngste Filmemacherin und erste Frau, die jemals einen Spielfilm in Gabun realisierte. Ihr 40-minütiger Kurzfilm Le Divorce beschreibt den Konflikt zwischen Tradition und Moderne am Beispiel eines jungen gabunischen Paares, das versucht seine traditionell geschlossene Ehe scheiden zu lassen.

## Kino in den einzelnen Staaten
- Mosambikanischer Film
- Nigerianischer Film
- Nigrischer Film
- São-toméischer Film
- Liste algerischer Filme
- Liste angolanischer Filme
- Liste burkinischer Filme
- Liste guinea-bissauischer Filme
- Liste kapverdischer Filme
- Liste malischer Filme
- Liste mosambikanischer Filme
- Liste senegalesischer Filme

## Regisseure nach Ländern und Herkunft
- Ägypten: Yousry Nasrallah
- Äthiopien: Haile Gerima
- Angola: Zézé Gamboa, Orlando Fortunato de Oliveira, Maria João Ganga, Leonel Efe, Nguxi dos Santos, Jorge António, Mariano Bartolomeu, Tandu Miguiendy, Dias Júnior
- Benin: Idrissou Mora Kpaï – Jean Odoutan
- Burkina Faso: Idrissa Ouédraogo – Gaston Kaboré – Dani Kouyaté – Fanta Régina Nacro – Orissa Touré – Pierre Yaméogo
- Demokratische Republik Kongo: Balufu Bakupa-Kanyinda – Joseph Kumbela – Zeka Laplaine
- Elfenbeinküste: Henri Duparc Desiré Ecaré – Fadika Kramo Lancine – Roger Gnoan M'Bala – Jacques Trabi
- Gabun: Manouchka Kelly Labouba
- Guinea: David Achkar – Mohamed Camara – Gahité Fofana
- Guinea-Bissau: Florentino „Flora“ Gomes
- Kamerun: Jean-Pierre Bekolo – Bassek Ba Kobhio – Jean Pierre Dikongue-Pipa – Jean-Marie Teno – François Woukoache
- Kap Verde: Leão Lopes, Ana Ramos Lisboa, Júlio Silvão
- Mali: Abdoulaye Ascofare – Adamo Drabo – Souleymane Cissé – Cheick Oumar Sissoko
- Mauretanien: Med Hondo – Abderrahmane Sissako – Sidney Sokhana
- Mosambik: Orlando Mesquita de Lima, José Cardoso, Camilo de Sousa, Isabel Noronha, Sol de Carvalho, Pedro Pimenta, Chico Carneiro, Licínio de Azevedo, Victor Lopes
- Niger: Moustapha Alassane, Mahamane Bakabé, Oumarou Ganda, Mariama Hima, Rahmatou Keïta, Sani Magori, Djingarey Maïga, Inoussa Ousséïni
- Nigeria: Ola Balogun – Eddie Ugboma – Amaka Igwe – Zeb Ejiro – Lola Fani-Kayode – Bayo Awala – Izu Ojukwu – Greg Fiberesima
- Senegal: Ben Diogaye Bèye – Clarence Delgado – Ahmadou Diallo – Safi Faye – Samba Gadjigo – Djibril Diop Mambéty – Bouna Medoune Seye – Abacar Samb Makbaram – Ousmane Sembène – Moussa Sene Absa – Paulin Soumanou Vieyra – Moussa Touré – Mansour Sora Wade
- São Tomé und Príncipe: Katya Aragão, Silas Tiny, Ângelo Torres
- Sudan: Gadalla Gubara, Ibrahim Shaddad, Eltayeb Mahdi, Suhaib Gasmelbari, Marwa Zein, Amjad Abu Alala
- Togo: Anne Laure Folly
- Tschad: Issa Serge Coelo – Mahamat-Saleh Haroun

## Festivals und Bezugsquellen
- FESPACO (Panafrikanisches Film- und Fernsehfestival von Ouagadougou)
- Dockanema (Dokumentarfilm-Festival von Maputo)
- Afrika-Filmfestival (in der belgischen Stadt Löwen)
- Afrika Film Festival Köln

### Bücher
- Roy Armes: Dictionary of African Filmmakers. Indiana University Press, 2008, ISBN 0-253-35116-2.
- Roy Armes and L. Malkmus: Arab and African Film Making. Zed Books 1991
- I. Bakari and M. B. Cham: African Experiences of Cinema. BFI Publishing 1996
- Olivier Barlet: Afrikanische Kinowelten. Die Dekolonisierung des Blicks. Horlemann Verlag 2001
- Manthia Diawara: African Cinema – Politics and Culture. Indiana University Press 1992
- Manthia Diawara: Neues afrikanisches Kino: Ästhetik und Politik. München: Prestel, 2010, ISBN 3-7913-4343-2.
- Marie H. Gutberlet und Hans-Peter Metzler: Afrikanisches Kino. Arte Edition 1997
- Marie Hélène Gutberlet: Auf Reisen: Afrikanisches Kino. Stroemfeld, Frankfurt am Main/Basel 2002, ISBN 3-86109-167-4.
- Francoise Pfaff: Twenty-Five Black African Filmmakers: A Critical Study. Greenwood Press 1988
- Francoise Pfaff: Focus on African Films. Indiana Univ. Press 2004
- K. W. Harrow u. a.: African Cinema – Postcolonial and Feminist Readings Africa World Press Inc. 1999
- Nwachukwu Frank Ukadike: Black African Cinema. University of California Press 1994
- Nwachukwu Frank Ukadike: Questioning African Cinema: Conversations with Filmmakers. University of Minnesota Press 2002, ISBN 0-8166-4005-X.
- Johannes Rosenstein: Die schwarze Leinwand. Afrikanisches Kino der Gegenwart. Stuttgart 2003
- Melissa Thackway: Africa Shoots Back: Alternative Perspectives in Sub-Saharan Francophone African Film. Indiana University Press 2003

### Zeitschriften
(mit ausführlicher Bibliografie und ausgewählter Filmografie)
- Africultures
- Afrique contemporaine n° 238 – 2011/2, Schwerpunktthema: L'industrie du cinéma en Afrique
- CinémAction N° 106 premier trimestre 2003: Cinémas africains, une oasis dans le désert ?
- Écrans d’Afriques (1992–1998)
- CICIM – Revue pour de le cinéma français (Zeitschrift des Institut Français in München) Nr. 27/28, 1989 – enthält u. a. ein Interview mit Sembène (auf Deutsch) und die Charte du cinéaste français – im französischen Original

### Aufsätze
- Fernando E. Solanas, Octavio Getino, „Für ein drittes Kino“ in: Peter B. Schumann, Kino und Kampf in Lateinamerika. Zur Theorie und Praxis des politischen Kinos, München und Wien: Carl Hanser 176, S. 9–19.

## Filme über den afrikanischen Film
- Caméra d’Afrique, Regie: Férid Boughedir, Tunesien/Frankreich 1983
- Les Fespakistes, Regie: François Kotlarski, Eric Münch, Burkina Faso/Frankreich 2001
- Sud – les diseurs d′histoires, Regie: Mohammed Soudani, Schweiz/Algerien 1998
- Talking about Trees, Regie: Suhaib Gasmelbari, Sudan/Frankreich/Deutschland/Tschad/Katar 2019, Berlinale-Preisträger